# Green Bay Packers 1967
La stagione 1967 dei Green Bay Packers è stata la 47ª della franchigia nella National Football League. La squadra, allenata da Vince Lombardi, ebbe un record di 9-4-1, terminando prima nella NFL Central. Batté i Dallas Cowboys nella finale del campionato NFL, una gara divenuta nota come "Ice Bowl,". Per la seconda volta nella sua storia vinse così tre titoli NFL consecutivi e rimane l’unica ad esservi riuscita nell’era dei playoff (dal 1933). 
I Packers erano guidati dall’allenatore al nono anno Lombardi e dal quarterback veterano Bart Starr, alla sua dodicesima stagione. La successiva vittoria di Green Bay nel Super Bowl II sugli Oakland Raiders fu il quinto titolo dell’era Lombardi e la sua ultima gara come allenatore dei Packers. 

## Roster
| Roster dei Green Bay Packers nel 1967 |
| --- |
| Quarterback - Bart Starr - Zeke Bratkowski - Don Horn Running Back - Jim Grabowski - Elijah Pitts - Donny Anderson P - Chuck Mercein - Ben Wilson Wide Receiver - Carroll Dale - Boyd Dowler - Max McGee - Bob Long - Claudis James Tight End - Marv Fleming - Allen Brown - Dick Capp Offensive Linemen - Jerry Kramer G - Forrest Gregg T - Fuzzy Thurston G - Gale Gillingham G - Bob Hyland C - Ken Bowman C - Bob Skoronski T - Steve Wright T/G Defensive Linemen - Willie Davis DE - Lionel Aldridge DE - Henry Jordan DT - Ron Kostelnik DT - Jim Weatherwax DT - Bob Brown DE Linebacker - Ray Nitschke MLB - Lee Roy Caffey OLB - Dave Robinson OLB - Tommy Crutcher - Jim Flanigan Sr. Defensive Back - Herb Adderley CB - Bob Jeter CB - Tom Brown S - Doug Hart SS - John Rowser CB - Willie Wood FS Special Team - Don Chandler K - Travis Williams KR Squadra di allenamento - Jay Bachman C - Dave Dunaway WR                                                            |
| Legenda - I rookie sono in corsivo. - Il primo ruolo è il principale mentre gli eventuali successivi indicano i ruoli secondari. - (IR) sta per Injured Reserve ed indica la lista ristretta per un solo giocatore infortunato che può tornare ad allenarsi dopo la settimana 6 e a rientrare in prima squadra dopo che questa ha giocato 8 partite. - (NF-Inj.) / (NF-Ill.) stanno rispettivamente per Non-Football Injured e Non-Football Illness ed indicano le liste dove viene inserito un giocatore che ha un infortunio o una malattia non dipendente dal football americano. - (PUP) sta per Physically Unable to Perform ed indica la lista dove viene inserito un giocatore mentre è in attesa di recuperare la condizione fisica. Nella stagione regolare dopo la sesta partita giocata dalla propria squadra, il giocatore ha tempo tre settimane per riprendere ad allenarsi, più tre settimane aggiuntive dal suo rientro agli allenamenti per rientrare in prima squadra. |

## Calendario
| Stagione regolare |              |                        |           |        |                               |          |
| Turno             | Data         | Avversario             | Risultato | Record | Stadio                        | Pubblico |
| 1                 | 17 settembre | Detroit Lions          | P 17–17   | 0–0–1  | Lambeau Field                 | 50,861   |
| 2                 | 24 settembre | Chicago Bears          | V 13–10   | 1–0–1  | Lambeau Field                 | 50,861   |
| 3                 | 1 ottobre    | Atlanta Falcons        | V 23–0    | 2–0–1  | Milwaukee County Stadium      | 49,467   |
| 4                 | 8 ottobre    | at Detroit Lions       | V 27–17   | 3–0–1  | Tiger Stadium                 | 57,877   |
| 5                 | 15 ottobre   | Minnesota Vikings      | S 7–10    | 3–1–1  | Milwaukee County Stadium      | 49,601   |
| 6                 | 22 ottobre   | at New York Giants     | V 48–21   | 4–1–1  | Yankee Stadium                | 62,585   |
| 7                 | 30 ottobre   | at St. Louis Cardinals | V 31–23   | 5–1–1  | Busch Memorial Stadium        | 49,792   |
| 8                 | 5 novembre   | at Baltimore Colts     | S 10–13   | 5–2–1  | Memorial Stadium              | 60,238   |
| 9                 | 12 novembre  | Cleveland Browns       | V 55–7    | 6–2–1  | Milwaukee County Stadium      | 50,074   |
| 10                | 19 novembre  | San Francisco 49ers    | V 13–0    | 7–2–1  | Lambeau Field                 | 50,861   |
| 11                | 26 novembre  | at Chicago Bears       | V 17–13   | 8–2–1  | Wrigley Field                 | 47,513   |
| 12                | 3 dicembre   | at Minnesota Vikings   | V 30–27   | 9–2–1  | Metropolitan Stadium          | 47,693   |
| 13                | 9 dicembre   | at Los Angeles Rams    | S 24–27   | 9–3–1  | Los Angeles Memorial Coliseum | 76,637   |
| 14                | 17 dicembre  | Pittsburgh Steelers    | S 17–24   | 9–4–1  | Lambeau Field                 | 50,861   |

Note: gli avversari della propria conference sono in grassetto.

### Playoff
| Playoff       |             |                  |           |                   |
| Turno         | Data        | Avversario       | Risultato | Stadio            |
| Western       | 23 dicembre | Los Angeles Rams | V 28–7    | Cotton Bowl       |
| Finale NFL    | 31 dicembre | Dallas Cowboys   | V 21–17   | Lambeau Field     |
| Super Bowl II | 14 gennaio  | Oakland Raiders  | V 35–10   | Miami Orange Bowl |

## Classifiche
| NFL Central       |   |   |   |      |       |       |     |     |     |
|                   | V | S | P | %    | DIV   | CONF  | PF  | PS  | STR |
| Green Bay Packers | 9 | 4 | 1 | .692 | 4–1–1 | 6–3–1 | 332 | 209 | S2  |
| Chicago Bears     | 7 | 6 | 1 | .538 | 3–2–1 | 5–4–1 | 239 | 218 | V1  |
| Detroit Lions     | 5 | 7 | 2 | .417 | 1–3–2 | 3–5–2 | 260 | 259 | V2  |
| Minnesota Vikings | 3 | 8 | 3 | .273 | 1–3–2 | 1–6–3 | 233 | 294 | S1  |

Nota:  i pareggi non venivano conteggiati ai fini della classifica fino al 1972.